# Ejektor
Ejektor (prema lat. eiectus, particip prošli od eicere: izbacivati) je naprava za crpenje i usisavanje pare, plina ili tekućine; služi za isisavanje zraka iz kondenzatora parnih postrojenja, za provjetravanje rovova u rudnicima i slično. Djeluje na načelu smanjenja tlaka u suženom presjeku cijevi (Venturijeva cijev) kroz koju struji mlaz nekog fluida, najčešće pare, vode ili zraka. Na primjer kod parnog ejektora, para se dovodi u ejektor preko prigušnoga ventila kojim se regulira tlak pare, a time i brzina istjecanja pare iz sapnice. Sapnica je smještena u komori za miješanje, gdje zbog strujanja pare nastaje podtlak. Mješavina pare i medija koji se isisava dalje struji kroz suženu cijev i difuzor u hladnjak (kondenzator) ili se izbacuje u atmosferu. Za postizanje većeg podtlaka upotrebljavaju se dvostupanjski i višestupanjski ejektori. Na isti način rade i injektori, koji služe za napajanje parnih kotlova nižih radnih tlakova i kapaciteta.

## Venturijeva cijev
Venturijeva cijev (po talijanskom fizičaru Giovanniju Battisti Venturiju; 1746. – 1822.) je uređaj ili mjerni instrument za mjerenje brzine strujanja fluida (tekućina ili plin). Prema Bernoullijevoj jednadžbi, ukupni tlak u fluidu u gibanju to je manji što je brzina strujanja veća. Obrnuto, iz poznavanja razlike tlaka u mirnom fluidu i fluidu koji struji može se izračunati brzina strujanja, odnosno brzina tijela koji je to strujanje izazvao. Na tom se načelu temelji Venturijeva cijev. U širem dijelu posude fluid struji sporije nego u uskom dijelu pa je u širem dijelu tlak veći. Razlika tlakova p = p1 – p2 mjeri onda i brzinu strujanja: 
{\displaystyle p_{1}-p_{2}={\frac {\rho }{2}}\cdot \left(v_{2}^{2}-v_{1}^{2}\right)}
Venturijeva cijev služi za određivanje brzine zrakoplova i mjerenja u zračnim tunelima.